# 芒特吉利阿德鎮區 (北卡羅萊納州蒙哥馬利縣)
芒特吉利阿德鎮區（英語：Mount Gilead Township）是位於美國北卡羅萊納州蒙哥馬利縣的一個鎮區。

## 地方資料
芒特吉利阿德鎮區的面積為181.04平方千米，皆為陸地。根據2020年美國人口普查的數據，當地共有人口2756人，而人口密度為每平方千米15.22人。